# No Surprises/Running from Demons
No Surprises/Running from Demons és el quart EP de la banda britànica Radiohead, publicat el 10 de desembre de 1997. L'EP es va destinar bàsicament al mercat japonès per tal de promocionar la gira del grup el gener de 1998.
Entre les cançons hi ha "Meeting in the Aisle", la primera cançó completament instrumental de Radiohead.

## Llista de cançons
| Núm.          | Títol                  | Durada |
| ------------- | ---------------------- | ------ |
| 1.            | «No Surprises»         | 3:49   |
| 2.            | «Pearly*»              | 3:38   |
| 3.            | «Melatonin»            | 2:08   |
| 4.            | «Meeting in the Aisle» | 3:07   |
| 5.            | «Bishop's Robes»       | 3:23   |
| 6.            | «A Reminder»           | 3:51   |
| Durada total: | Durada total:          | 19:58  |